# Шуті Ґатва
Шуті Ґатва (англ. Ncuti Gatwa; нар. 15 жовтня 1992, Кігалі) — британський актор руандійського походження, найбільш відомий за роллю Еріка Ефіонґа в оригінальному серіалі Netflix «Сексуальна освіта». У 2022 році Ґатва був оголошений виконавцем п'ятнадцятого втілення Доктора в серіалі BBC «Доктор Хто», що зробило його першим темношкірим актором, який зіграє головну роль у цьому серіалі.

## Біографія
Батьки Шуті залишили Руанду разом з ним та іншими дітьми, коли Шуті було два роки, коли почався геноцид. Родина приїхала до Великої Британії, де батько Шуті вивчав філософію та теологію в Единбурзькому університеті й здобув ступінь доктора філософії. Родина мешкала в університетському житлі, яке університет надавав іноземним студентам. Поряд мешкали сім'ї з різних країн — з Близького Сходу, з Китаю, з Індії. Шуті спілкувався з дітьми з різних країн світу. Батько Шуті не зміг знайти роботу у Великій Британії як професор через колір своєї шкіри та поїхав до Камеруну. У дитинстві Шуті відвідував танцювальний гурток, на який його віддала мама. Це, на його думку, активувало його на творчий шлях. Також жив у Данфермліні у Файфі у Шотландії. У 2013 році закінчив Королівську консерваторію Шотландії у Глазго (де вчився на актора) та здобув ступінь бакалавра.

## Кар'єра
Свою кар'єру розпочав, граючи у театрі. Зіграв такі ролі як Семмі Девіс молодший у виставі «The Rat Pack Live», доктора Фауста у «Faustus 86», Меркуціо у виставі «Ромео і Джульєтта», роль Деметрія у виставі «Сон літньої ночі». 2014 року Шуті зіграв невелику роль (клієнт чоловічої статі) в першій серії («The Van») другого сезону телесеріалу «Слуга Боб». У 2018 році у свої 26 років Шуті Ґатва почав зніматися у ролі Еріка Ефіонґа у серіалі «Сексуальна освіта». Це є його перша велика робота. Отримання ролі у серіалі «Сексуальна освіта» стало щасливим поворотом долі для Шуті, оскільки він вже хотів полишити акторську кар'єру.
8 травня 2022 року BBC оголосила, що Шуті Ґатва був обраний на роль 15-ї регенерації Доктора в серіалі «Доктор Хто». 

## Особисте життя
У серпні 2023 року Ґатва здійснив камінг-аут, охарактеризувавши себе як квіра.

## Фільмографія

### Фільми
| Рік  | Назва                              | Роль         | Примітки |
| ---- | ---------------------------------- | ------------ | -------- |
| 2019 | «Жахливі історії: Фільм — Римляни» | Тімідій      |          |
| 2021 | «Останній лист від твого коханого» | Нік          |          |
| 2023 | «Барбі»                            | Художник Кен |          |
| 2025 | «Роузи»                            |              |          |

### Телебачення
| Рік            | Назва               | Роль                    | Примітки                 |
| -------------- | ------------------- | ----------------------- | ------------------------ |
| 2014           | «Слуга Боб»         | Клієнт                  | 1 епізод                 |
| 2015           | «Стоунмаф»          | Дуґі                    | 2 епізоди                |
| 2019 — 2023    | «Сексуальна освіта» | Ерік Ефіонґ             | Головна роль; 32 епізоди |
| 2023 — дотепер | «Доктор Хто»        | Доктор Хто              | головна роль             |
| 2024           | «Володарі повітря»  | лейтенант Роберт Деніел | 2 епізоди                |

## Нагороди та номінації
| Рік  | Назва                             | Номінація                            | Робота              | Результат | Джерело |
| ---- | --------------------------------- | ------------------------------------ | ------------------- | --------- | ------- |
| 2019 | MTV Movie & TV Awards             | Найкращий виступ                     | «Сексуальна освіта» | Номінація | [ 12 ]  |
| 2019 | MTV Movie & TV Awards             | Найкращий поцілунок                  | «Сексуальна освіта» | Номінація | [ 12 ]  |
| 2019 | БАФТА Шотландія                   | Найкращий актор телебачення          | «Сексуальна освіта» | Номінація |         |
| 2020 | Newport Beach Film Festival       | Прорив                               | «Сексуальна освіта» | Перемога  |         |
| 2020 | Broadcasting Press Guild          | Найкращий актор                      | «Сексуальна освіта» | Номінація |         |
| 2020 | Broadcasting Press Guild          | Найкращий прорив                     | «Сексуальна освіта» | Перемога  |         |
| 2020 | Royal Television Society Awards   | Комедійний виступ чоловіка           | «Сексуальна освіта» | Перемога  |         |
| 2020 | Young Scot Awards                 | Розваги                              | «Сексуальна освіта» | Перемога  |         |
| 2020 | Премія БАФТА у телебаченні        | Найкращий комедійний виступ чоловіка | «Сексуальна освіта» | Номінація |         |
| 2020 | БАФТА Шотландія                   | Найкращий актор телебачення          | «Сексуальна освіта» | Перемога  |         |
| 2020 | Золота троянда                    | Виступ року                          | «Сексуальна освіта» | Перемога  |         |
| 2021 | British Academy Television Awards | Найкращий комедійний виступ чоловіка | «Сексуальна освіта» | Номінація |         |